# Shuanghuan CEO
La Shuanghuan CEO, chiamata anche Shuanghuan SCEO o Martin Motors CEO, è un'autovettura prodotta dalla casa automobilistica cinese Shuanghuan Auto dal 2005 al 2011.

## Profilo e contesto
La CEO è stata lanciata in Cina nel 2005 ed esportata l'anno successivo in 30 paesi differenti.
Il design della CEO è stato oggetto di molte controversie quando la casa cinese l'ha presentata al salone di Francoforte nel 2007. La vettura aveva un aspetto assai simile all'interno e nella parte anteriore alla Toyota Land Cruiser, la parte posteriore alla BMW E53 e la fiancata alla BMW X3.
Nel giugno 2008, il tribunale regionale di Monaco ha stabilito attraverso una sentenza che il veicolo "Shuang-huan SCEO" era una copia della BMW X5 e ne ha vietato all'importatore la vendita in Germania, ordinando anche la distruzione di tutti i veicoli.
A seguito del caso giudiziario promosso dalla BMW, in Germania l'auto fu bandita dalla vendita. La vettura venne venduta anche in alcuni paesi dell'Europa centrale e in Italia, dove la BMW intentò una causa contro l'azienda cinese ma la perse.
La CEO è alimentata da due motorizzazioni a 4 cilindri, sia benzina e che diesel: un 2,0 litri da 111 CV, un 2,4 litri 136 CV e un diesel da 2,5 litri da 102 CV, tutti di derivazione Mitsubishi.